# Voyager-program

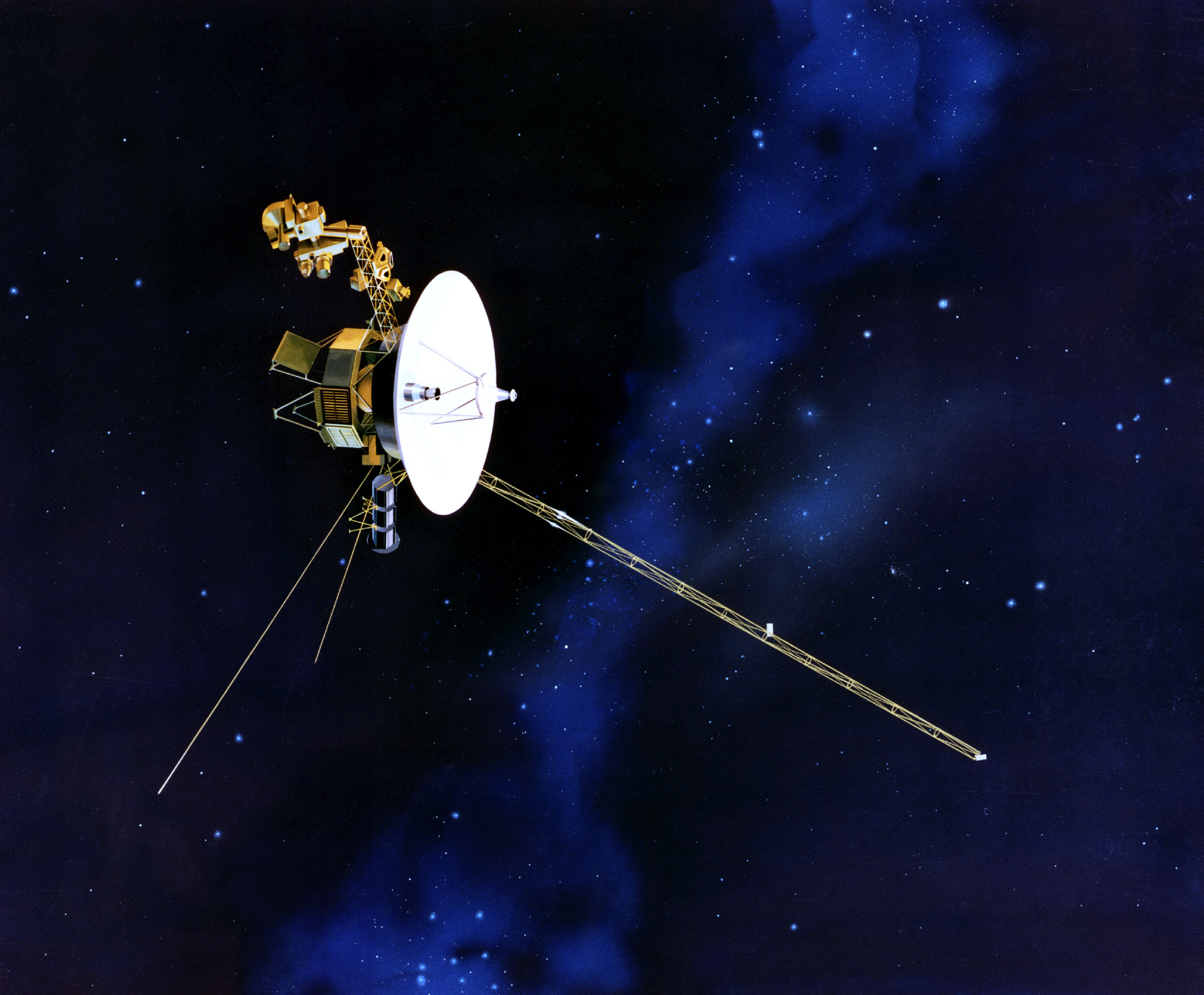
A Voyager–1 űrszonda

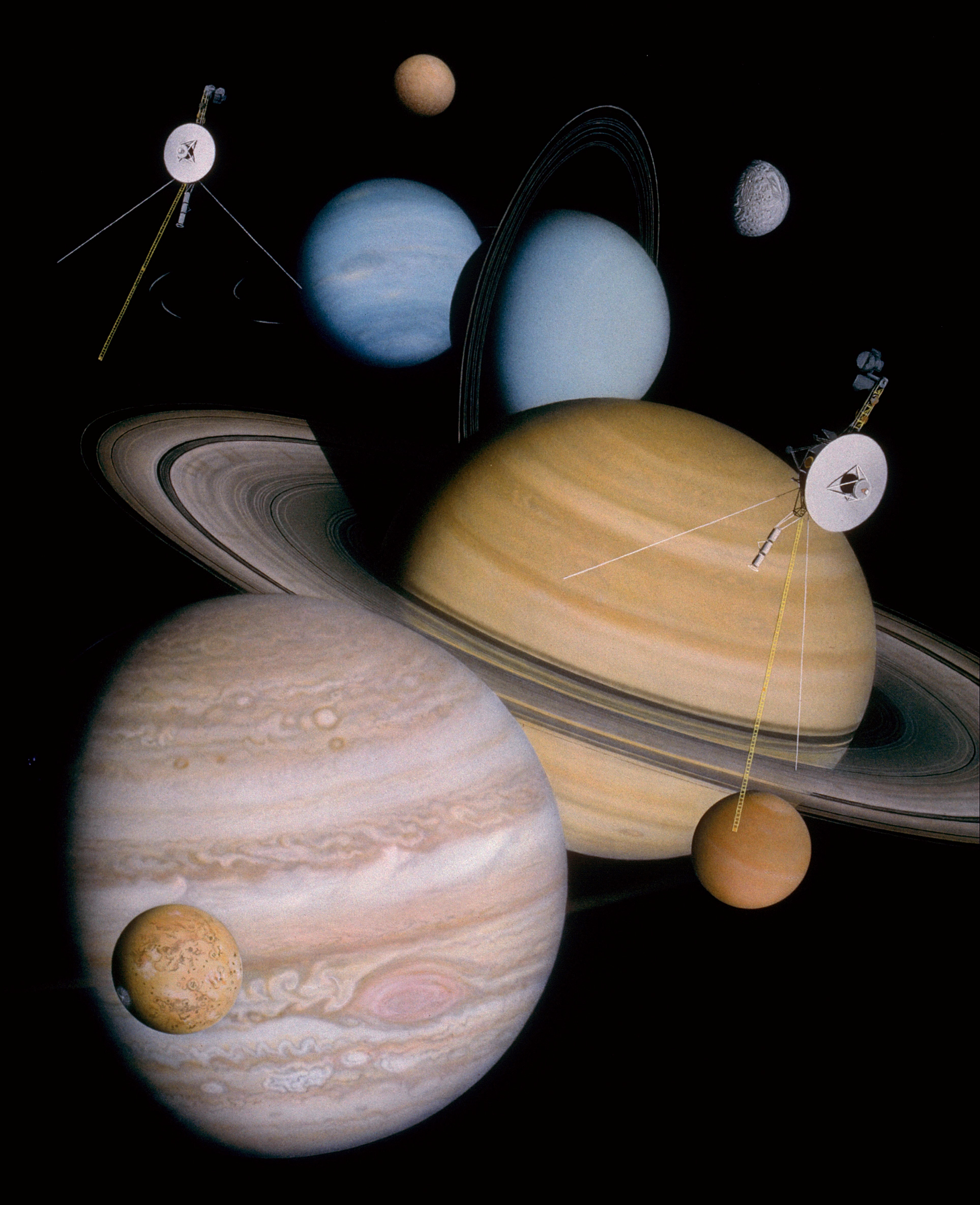
A Voyagerek és az általuk megfigyelt fontos égitestek

A Voyager-program keretében a NASA 1977-ben két űrszondát indított a külső bolygók megfigyelésére, a Voyager–1-et és a Voyager–2-t. A két űrszonda azóta túlszárnyalta az elvárásokat, csillagközi térbe értek. Az 1977-es indítási dátumot a Jupiter, a Szaturnusz, a Neptunusz és az Uránusz állásának kihasználása miatt választották, hogy meg tudják figyelni mind a négy bolygót. A Voyager–1 indítása után született meg a döntés, hogy a második szondát az Uránusz és a Neptunusz irányába küldik.
2025-ben mindkét Voyager még működőképes, csillagközi térben utaznak, a belső Naprendszert elhagyva. Napjainkig hasznos információt gyűjtenek és küldenek vissza a Földre.
A Voyagerek sorsa, hogy – talán örökké – a Tejútrendszerben vándoroljanak
2025 júliusában a Voyager–1 61 182 kilométer per órás sebességgel halad a Naphoz képest, 25,08 milliárd kilométer távolságra van a központi égitesttől (~167 csillagászati egység). A Voyager–1 az első ember által készített tárgyként lépett csillagközi térbe, 2012. augusztus 1-én. Ettől függetlenül, és a hiedelmek ellenére, még nagyon sok időbe fog telni, hogy elhagyja a Naprendszert, a Voyager–1 nagyjából 30 ezer év múlva fog kilépni a Nap vonzásából, az Oort-felhőből és ezzel a rendszerünkből.
2025 júliusában a Voyager–2 55 346 kilométer per órás sebességgel halad a Naphoz képest, 20,97 milliárd kilométer távolságra van a központi égitesttől (~140 CsE). A Voyager–2 2019. november 5-én lépett a csillagközi térbe.
A Voyagerek által összegyűjtött adatok és fényképeknek köszönhetően sok újat tudtunk meg a négy bolygóról és holdjaikról. Képeik megmutatták a Jupiter komplex felhőit, szél és viharrendszereit, illetve vulkanizmust talált az Io hold felszínén. Ezek mellett új tudást hozott a Szaturnusz gyűrűiről is.
Az Uránusz esetében a Voyager–2 tíz új holdat és egy meglepően erős mágneses mezőt. A Neptunusz melletti repülése óta tudjuk, hogy van három gyűrűje és hat további holdja, illetve mágneses mezeje is. A Voyager eddig (2024) az egyetlen űrszonda, mely meglátogatta a két jégóriást.
2018 augusztusában a NASA bejelentette, hogy a New Horizons űrszonda adatai alapján tényleg létezik a hidrogénfal a Naprendszer külső részeiben, amit először a két Voyager fedezett fel 1992-ben.
A két űrszondát a dél-kaliforniai Jet Propulsion Laboratoryban építették fel, a NASA pénzügyi támogatásával.
A program eredeti költségvetése 865 millió dollár volt, de a Voyager csillagközi küldetés miatt ez további 30 millióval emelkedett.

## Voyager szondák
(zárójelben az indítás dátuma és a vizsgált bolygók)
- Voyager–1 (1977. szeptember 5., Jupiter, Szaturnusz);

Aktuális helyzet: 2025 júliusában több, mint 25 milliárd kilométerre (167,6 csillagászati egységre) volt a Naptól.
- Voyager–2 (1977. augusztus 20. Jupiter, Szaturnusz, Uránusz, Neptunusz);

Aktuális helyzet: 2025 júliusában több, mint 20,9 milliárd kilométerre (140,2 csillagászati egységre) volt a Naptól.

## Küldetés

### Eredeti küldetés
Mindkét szonda vizsgálta a bolygók légkörének összetételét, szerkezetét, dinamikáját; a bolygók holdjainak morfológiáját, geológiáját; meghatározták az égitestek tömegét, alakját, méretét, adatokat gyűjtöttek a mágneses terekről, a részecske- és plazmaeloszlásról. A szondák építése, indítása és bolygókutató küldetése 875 millió dollárba került, a csillagközi repülési program első két éve 30 millió dollárba.
Az eredeti elképzelések szerint még kettős indítást terveztek a Jupiterhez, a Szaturnuszhoz és a Plutóhoz 1976–77-ben, és újabb kettős indítást a Jupiterhez, az Uránuszhoz és a Neptunuszhoz 1979-ben. Pénzügyi okok miatt az űrszondák számát kettőre csökkentették, melyek csak a Jupitert és a Szaturnuszt közelítették volna meg. Az új programot előbb Mariner Jupiter/Saturnnak nevezték el, majd az indítás előtt 6 hónappal Voyagernek. Az új küldetés költségeit 250 millió dollárra becsülték, ami csak harmada az eredeti tervek költségeinek.
A Voyager űrszondákat a NASA Jet Propulsion Laboratóriumában fejlesztették ki. Részletesen bemutatja küldetésük első szakaszát Carl Sagan a Cosmos filmsorozat 6. részében.